# NGC 2317
NGC 2317 je emisijsko-odrazna maglica u zviježđu Jednorogu. 

## Vanjske poveznice
- SEDS: NGC 2317